# Edvard Düring
Frans Edvard Düring, född 30 juni 1848 i Linköpings församling, Östergötlands län, död 29 januari 1926 i Norrköpings Norra församling, Östergötlands län, var en svensk tonsättare, sångare och dirigent.

## Biografi
Düring avlade 1872 studentexamen i Linköping och var student vid Uppsala universitet 1872–1875. Mellan 1875 och 1881 turnerade han i Europa som kvartettsångare med Luttemanska kvartetten.
Han avlade kyrkosångarexamen i Linköping 1884 och organistexamen där 1892. År 1882–1888 var han sånglärare i Norrköping, dirigent för Musikaliska sällskapet i Norrköping, Düringska kören och sällskapet W6. År 1896 var han dirigent i Göta Par Bricolesångkör i Göteborg, och från 1896 kördirigent och orkesterdirigent i Norrköping.
Düring och hans fru är begravna på Norra griftegården i Linköping.

### Körer
Düring var en av grundarna av Sångsällskapet I.O.T. (I Orphei tjänst) i Linköping 1878, av Düringska kören i Norrköping 1883, Düringska damkvintetten 1890, samt Östgöta Sångarförbund 1901 och Norrköpings orkesterförening 1912. Med Düringska damkvintetten gjorde han konsertresor till Ryssland, Österrike, Spanien och USA.

### Familj
Edvard Düring var son till oboisten och fotografen Frans Düring och Johanna Sandberg. Han gifte sig 1889 med altsångerskan Ida Andrén (1852–1938), dotter till verkmästaren Olof Andrén och Karolina Hansson.

## Kompositioner
Bland Dürings kompositioner märks körsånger, manskvartetter (bland andra Ack om jag vore kejsare och Till natten) och solosånger med pianoackompanjemang. Han var också redaktör för Svenska Sångarförbundets utgåva av manskörssånger.

### Sång och piano
- Längtan, tillägnad fru Ida Düring, utgiven i Stockholm.[14]
- Drömmen, text av Birger Mörner, utgiven i Stockholm.[14]
- Trastens klagan, text av Oscar Fredrik, utgiven i Stockholm.[14]
- Lifvets gåta, text av Elof Jansson, utgiven i Linköping 1907.[14]

### Övriga sånger
- 5 qvartetter för mansröster, tillägnad de svenska kvartettsångarna, utgiven i Stockholm.[14]
- Goternas sång, utgiven i Stockholm.[14]
- Östgöta-sång, text av Sten Granlund, utgiven i Linköping 1910.[14]
- Ack, om jag vore kejsare I.[14]
- Till natten.[14]
- N. S. S. jubileumssång, text av Edv. Malmström, utgiven i Norrköping.[14]
- Sommarkvällen är så fager, text av Elof Jansson.[14]
- Ned i väster-salar.[14]

### Redigeringar
- Sångarförbundet. Samling fyrstämmiga sånger för mansröster (del 1), planlagd av Ivar Hedenblad och slutredigerad av Edvard Düring, utgiven i Stockholm.[14]

## Utmärkelser
- 1913 – Litteris et Artibus.[9]
- Hedersledamot av svenska Gleeklubb i Boston och Brooklyn.[9]
- Svenska sångarförbundets förtjänstmedalj.[9]
- Hedersdirigent i Östgöta Sångarförbund.[9]